# Nemo iudex sine actore
Nemo iudex sine actore (alla lettera: "nessun giudice senza attore"), nullo actore, nullus iudex (alla lettera: "se non c'è attore, non c'è giudice") e nulla iurisdictio sine actione (alla lettera: "nessuna funzione giurisdizionale senza azione legale") sono brocardi che esprimono un principio, risalente al diritto romano, applicato anche negli ordinamenti giuridici odierni: il principio della domanda, corollario del più generale principio dispositivo. È lo stesso principio espresso dal brocardo ne procedat iudex ex officio (alla lettera: "non proceda il giudice d'ufficio").
In base al principio, il processo può essere avviato dal giudice solo su richiesta di una parte, che nel processo civile prende il nome di attore, la quale esercita in tal modo l'azione nei confronti dell'altra parte, detta nel processo civile convenuto.
Nell'ordinamento italiano un'enunciazione del principio della domanda la si può trovare nell'art. 99 del Codice di procedura civile che recita: "Chi vuol far valere un diritto in giudizio deve proporre domanda al giudice competente". Il principio vige anche nel diritto processuale penale, infatti l'azione penale spetta al pubblico ministero, in base agli articoli 50 e 405, comma 1, del Codice di procedura penale, escludendo che il giudice possa intervenire prima dell'inizio del processo. Costituisce un'eccezione il giudice per le indagini preliminari, che interviene nel procedimento prima dell'esercizio dell'azione penale; la deroga è giustificata dall'esigenza di affidare a un organo imparziale la valutazione dei provvedimenti chiesti dal pubblico ministero nella fase delle indagini preliminari, che possono incidere fortemente sulle libertà fondamentali garantite dalla Costituzione.